# Pétrus (vinho)
Pétrus é um vinho da região vinícola de Pomerol próximo a Bordeaux, França, o que representa também uma denominação de origem.
Embora os vinhos de Pomerol nunca sejam classificados, o Pétrus é considerado um dos grandes vinhos de Bordeaux assim como outros Grands Crus de Médoc como Château Latour, Château Lafite-Rothschild, Château Mouton Rothschild, Château Margaux, e os vinhos Saint-Émilion como o Château Ausone e o Château Cheval Blanc.

## Château Petrus XPetrus Lambertini
Em 2011 na França, os advogados do Château Petrus processaram o vinho Petrus Lambertini representado pelas empresas CGM Vins e da Direct Chais alegando que o vinho estaria prejudicando a reputação da marca Petrus por suposta prática comercial enganosa. 
A CGM Vins, por sua vez, defende que o nome Petrus Lambertini foi legalmente registrado e faz referência ao primeiro prefeito de Bordeaux, Pierre Lambert (Petrus Lambertini, em latim), uma figura histórica de 1208. O diretor Stéphane Coureau destaca que a empresa comercializa a safra 2015 e já produziu milhares de garrafas sob esse rótulo.
Em 2018, a Corte de Apelação de Bordeaux absolveu a CGM Vins, e um recurso do Petrus foi rejeitado pela Corte de Cassação e autorizou a continuação da venda do vinho Petrus Lambertini No. 2.
Em 2023, O tribunal considerou que as empresas cometeram atos "parasitários", explorando indevidamente o nome do famoso rótulo de Pomerol resultando na condenação das empresas CGM Vins e da Direct Chais ao pagamento de €1,18 milhão por prejudicar a reputação da marca Petrus. As empresas condenadas recorreram, suspendendo os efeitos da decisão até o julgamento do recurso.

## Château PetrusXPutos
Em dezembro de 2024 no Brasil, a vinícola francesa Société Civile du Château Petrus processou as importadoras brasileiras Casa Flora e Porto a Porto, distribuidoras do vinho Putos (dos humoristas Danilo Gentili, Oscar Filho e Diogo Portugal), alegando que o nome e a identidade visual do vinho português causam confusão e concorrência desleal com o argumento que o produto imita, desabona e satiriza a prestigiada marca de renome mundial, associando-a a uma expressão obscena.
O processo tramitado no Tribunal de Justiça de São Paulo (TJSP) foi acatado e a juíza Larissa Tunala solicitou a suspensão imediata das vendas e destruição do estoque.
Mas em fevereiro de 2025, o mesmo TJSP anulou a retenção de 22.845 garrafas de vinho, realizada pela Receita Federal que havia sido feita sem autorização judicial e reverteu a decisão da destruição das garrafas.
As importadoras brasileiras foram proibidas de comercializar os três vinhos (tinto, branco e rosé) após a decisão judicial. No entanto, as vendas no varejo foram mantidas, o que levou o Tribunal de Justiça de São Paulo (TJSP) a entender que houve descumprimento da determinação, aplicando uma multa de R$ 370 mil a cada uma das importadoras.
A defesa das distribuidoras do Putos alegou que a continuidade das vendas não foi promovida pelas próprias importadoras. Diante desse argumento, o tribunal decidiu anular as multas impostas ao rótulo “Putos”. Com essa decisão, a vinícola francesa envolvida na disputa judicial será responsável pelo pagamento de R$ 40 mil em honorários advocatícios.
Ainda em fevereiro do mesmo ano, a batalha judicial dos vinhos ‘Putos’ e ‘Petrus’ chegou ao Supremo Tribunal Federal (STF) cujo pedido para a corte é decidir se houve censura na decisão do TJSP que proibiu venda do vinho lançado pelos humoristas Danilo Gentili, Oscar Filho e Diogo Portugal.
Em conversa com o site OFuxico, Oscar Filho se defendeu:
| “ | O que aconteceu com a gente seria como se a igreja católica processasse o Petrus porque ele se apropria da imagem de um santo pra vender bebida alcoólica. Eu estava tenso, mas depois das decisões da justiça de não destruir mais de 50 mil garrafas de vinho e cancelarem as duas multas de 400 mil reais pra cada importadora, eu vejo um horizonte melhor no nosso caso! | ” |

Em fevereiro de 2025, a reclamação ao STF aguarda a decisão do relator, o ministro André Mendonça.